# Битка за Гревена
Битката за Гревена (на гръцки: Μάχη των Γρεβενών) е сражение от Гръцката гражданска война. Това е първата битка на бунтовническата Демократична армия на Гърция (ДАГ) в населен район, в градски център, която струва много човешки жертви на воюващите страни. Цената за ДАГ е изключително тежка – почти 300 убити и ранени – и тази битка е и първото голямо поражение на бунтовниците. Вследствие на битката в левия лагер се появяват и първите различия между партийни и военни дейци.

## Предистория
Към лятото на 1947 година силите на комунистическата Демократична армия на Гърция успяват, използвайки тактиката на партизанска война, да създадат проблеми, непропорционални на техния размер и сила, като доминират значителна част от провинцията. Гражданската война в страната продължава повече от година, но бунтовниците нямат политическо признание, дори и от социалистическите страни. Самата Комунистическа партия на Гърция продължава да е легална и не се асоциира пряко с бунтовниците, като говори за групи от „преследвани демократични граждани“. Ръководството на ДАГ вярва, че така желаното признание ще дойде, ако силите им успеят да превземат важен град, предизвиквайки международно признание.
На 25 юни 1947 година, по време на XI конгрес на Френската комунистическа партия, делегацията на КПГ, състояща се от Никос Захариадис и Милтиадис Порфирогенис, заявява пред европейските комунисти, че „са налице всички условия, политически, военни и международни, за създаване на свободна гръцкото правителство“. Позицията на бунтовниците е значително укрепена от победата им в Пинд между 13 и 17 юли 1947 година, където те създават стабилен плацдарм. Съответно бунтовниците се нуждаят от голям военен успех, по възможност превземане на град, където да се установи седалището на „свободното правителство“. Така, въз основа на плановете на командира на ДАГ Маркос Вафиадис, е решено да се атакува Гревена.

## Сили
Решението на Вафиадис да атакува Гревена, е свързано с близостта на града до новите бунтовнически бази в Северен Пинд, но също и с ограничените възможности на гарнизона на града. Гревена е охранявана от 529-и пехотен батальон под командването на подполковник Константинос Пандазис, ветеран от Итало-гръцката война. Батальонът има само две роти вътре в града, третата рота е в село Мавранеи (Мавронища), а още два взвода охраняват моста на река Венетикос на пътя Гревена – Трикала при Елевтерохори. Подполковник Пандазис разполага и с взвод с два бронирани автомобила, една батарея от 104-ти полеви артилерийски полк, една 4,2-инчова минохвъргачка, 100 жандармеристи от подразделението на жандармерията в Гревена и 50 милиционери от Подразделенията за селска сигурност.
Бунтовническите сили разполагат с общо 11 батальона, с численост около 300 – 350 бойци всеки. Цялата операция се ръководи от Георгиос Кикицас, ръководител на щаба на Централна и Западна Македония, а Йоргос Янулис, ръководител на щаба на Горуша-Грамос, поема отговорността за нападението над града.

## Сражение
Партизанските части започват да напредват към определените им позиции вечерта на 24 срещу 25 юли 1947 година. В 03.30 започва атаката, но тя е некоординирана, а правителствените части са нащрек и веднага заемат бойни позиции, въз основа на подготвен план за отбрана на града. Тъй като телефонните линии са прекъснати, Пандазис успява да се свърже с щаба на дивизията по радиото едва в 05.20, почти два часа след началото на атаката. До 04.20 часа бунтовниците успяват да принудят жандармеристите да отстъпят, в района на църквата „Свети Димитър“. Това е единственият им успех. Гарнизонът отблъсква всички останали атаки, укрепва застрашения сектор и Пандазис нарежда контраатака. 65 войници от два взвода атакуват и разбиват 850-и бунтовнически батальон, който се оттегля, оставяйки 86 мъртви и 46 пленени. След това Пандазис хвърля в атака и 3/529-а рота, която дотогава се сражана на линията на северните аванпостове. Това е окончателният край на 850-и батальон, който буквално е разгромен.